# Lista de deputados estaduais de Tocantins da 8.ª legislatura

## Composição das bancadas
| Partido | Líder                   | Bancada | Posição      |
| ------- | ----------------------- | ------- | ------------ |
| SD      | Amélio Cayres           | 4 / 24  | Oposição     |
| PT      | Paulo Mourão            | 3 / 24  | Governo      |
| PMDB    | Nilton Franco           | 3 / 24  | Governo      |
| PR      | José Bonifácio          | 2 / 24  | Independente |
| PSD     | Toinho Andrade          | 2 / 24  | Governo      |
| PTB     | Eduardo Siqueira Campos | 2 / 24  | Independente |
| PROS    | Eli Borges              | 1 / 24  | Independente |
| DEM     | Osires Damaso           | 1 / 24  | Oposição     |
| PP      | Valderez Castelo Branco | 1 / 24  | Oposição     |
| PSDB    | Olyntho Neto            | 1 / 24  | Independente |
| PPS     | Eduardo do Dertins      | 1 / 24  | Oposição     |
| PSB     | Ricardo Ayres           | 1 / 24  | Oposição     |
| PRTB    | Júnior Evangelista      | 1 / 24  | Independente |
| PSL     | Cleiton Cardoso         | 1 / 24  | Oposição     |

## Deputados Estaduais
Estavam em jogo 24 cadeiras na Assembleia Legislativa do Tocantins.
| Número | Deputados estaduais eleitos | Partido | Votação | Percentual | Cidade onde nasceu    | Unidade federativa |
| 14777  | Eduardo Siqueira Campos     | PTB     | 28.841  | 3,81%      | Campinas              | São Paulo          |
| 77333  | Amélio Cayres               | SD      | 22.562  | 2,98%      | Érico Cardoso         | Bahia              |
| 77700  | Vilmar do Detran            | SD      | 21.587  | 2,85%      | Nazário               | Goiás              |
| 22022  | Luana Ribeiro               | PR      | 20.906  | 2,76%      | Goiânia               | Goiás              |
| 25100  | Osires Damaso               | DEM     | 20.823  | 2,75%      | Campinorte            | Goiás              |
| 23222  | Eduardo do Dertins          | PPS     | 17.705  | 2,34%      | Cravinhos             | São Paulo          |
| 55111  | Toinho Andrade              | PSD     | 17.675  | 2,34%      | Porto Nacional        | Tocantins          |
| 45045  | Olyntho Neto                | PSDB    | 17.199  | 2,27%      | Goiânia               | Goiás              |
| 77456  | Jorge Frederico             | SD      | 16.682  | 2,20%      | Araguaína             | Tocantins          |
| 11145  | Valderez Castelo Branco     | PP      | 15.756  | 2,08%      | Carolina              | Maranhão           |
| 22111  | José Bonifácio              | PR      | 14.866  | 1,96%      | Tocantinópolis        | Tocantins          |
| 13413  | Paulo Mourão                | PT      | 14.489  | 1,91%      | Cristalândia          | Tocantins          |
| 13613  | Amália Santana              | PT      | 14.177  | 1,87%      | Itaberaí              | Goiás              |
| 55055  | Valdemar Júnior             | PSD     | 13.607  | 1,80%      | Porto Nacional        | Tocantins          |
| 77100  | Wanderlei Barbosa           | SD      | 13.285  | 1,76%      | Porto Nacional        | Tocantins          |
| 40000  | Ricardo Ayres               | PSB     | 13.193  | 1,74%      | Goiânia               | Goiás              |
| 90100  | Eli Borges                  | PROS    | 13.117  | 1,73%      | Ipameri               | Goiás              |
| 13456  | Zé Roberto                  | PT      | 12.940  | 1,71%      | Pirenópolis           | Goiás              |
| 15123  | Nilton Franco               | PMDB    | 12.817  | 1,69%      | Porto Nacional        | Tocantins          |
| 14143  | Mauro Carlesse              | PTB     | 12.187  | 1,61%      | Terra Boa             | Paraná             |
| 15115  | Elenil da Penha             | PMDB    | 12.043  | 1,59%      | Crixás                | Goiás              |
| 15100  | Rocha Miranda               | PMDB    | 11.401  | 1,51%      | Araguatins            | Tocantins          |
| 17000  | Cleiton Cardoso             | PSL     | 9.020   | 1,19%      | Porto Nacional        | Tocantins          |
| 28777  | Júnior Evangelista          | PRTB    | 8.269   | 1,09%      | Miracema do Tocantins | Tocantins          |